# A Stranger Among Us
A Stranger Among Us is een Amerikaanse misdaadfilm uit 1992 onder regie van Sidney Lumet.

## Verhaal
Politierechercheur Emily Eden wordt belast met het onderzoek naar de moord op een diamantair. Het slachtoffer was een chassidische Jood, die werd vermoord op zijn kantoor. Emily denkt dat de dader een bekende van het slachtoffer was. Er zijn immers geen sporen van inbraak te vinden.

## Rolverdeling
| Acteur           | Personage         |
| ---------------- | ----------------- |
| Melanie Griffith | Emily Eden        |
| John Pankow      | Levine            |
| Tracy Pollan     | Mara              |
| Lee Richardson   | Rebbe             |
| Mia Sara         | Leah              |
| Jamey Sheridan   | Nick              |
| Eric Thal        | Ariel             |
| David Margulies  | Luitenant Oliver  |
| Burtt Harris     | Vader van Emily   |
| James Gandolfini | Tony Baldessari   |
| Chris Latta      | Chris Baldessari  |
| Jake Weber       | Yaakov Klausman   |
| Ro'ee Levi       | Mendel            |
| David Rosenbaum  | Mijnheer Klausman |
| Ruth Vool        | Mevrouw Klausman  |